# Padma Subrahmanyam
Padma Subrahmanyam (Madras, 4 febbraio 1943) è una danzatrice, coreografa, compositrice e musicista indiana, nota per aver sviluppato e fondato la forma di danza Bharata Nrithyam.

## Biografia
Padma Subrahmanyam è nata a Madras (ora Chennai), figlia di Krishnaswami Subrahmanyam e di Meenakshi Subrahmanyam. Suo padre era un noto regista indiano e sua madre, una compositrice e paroliera in tamil e sanscrito. Ha avuto come insegnante Vazhuvoor B. Ramaiyah Pillai. A 14 anni ha iniziato ad insegnare danza presso la scuola di ballo di suo padre, notando il divario tra storia, teoria e danza su cui ha iniziato a fare le sue ricerche. Nel 1956 ha fatto la sua prima performance pubblica (rangapravesha).
Tra il 2009 al 2011 ha insegnato a Monfort Rukmani Devi, Maharaja Aagarsen e in varie altre scuole, incluso l'insegnamento ai bambini. Ha conseguito una laurea in musica, un master in etnomusicologia e un PhD in danza presso Annamalai University, sotto la guida di Kuthur Ramakrishnan Srinivasan, noto archeologo premiato con il Padma Bhushan. Il suo dottorato di ricerca si basava sugli 81 karana che descrivono i movimenti Bharatanatyam. Autrice di molti articoli, documenti di ricerca e libri, ha fatto parte in forma non ufficiale della sottocommissione indù per l'istruzione e la cultura. Alla richiesta di Kanchi Paramacharya, Subrahmanyam ha progettato le 108 sculture in granito nero di Lord Nataraja e della dea Parvathi per il tempio Nataraja a Satara. Ha inoltre tenuto lezioni in varie università del sud-est asiatico, sul tema dei legami culturali tra l'India e altri paesi.
È una devota del Paramacharya di Kanchi, Chandrashekarendra Saraswati, soprannominato il "saggio di Kanchi".

## Premi

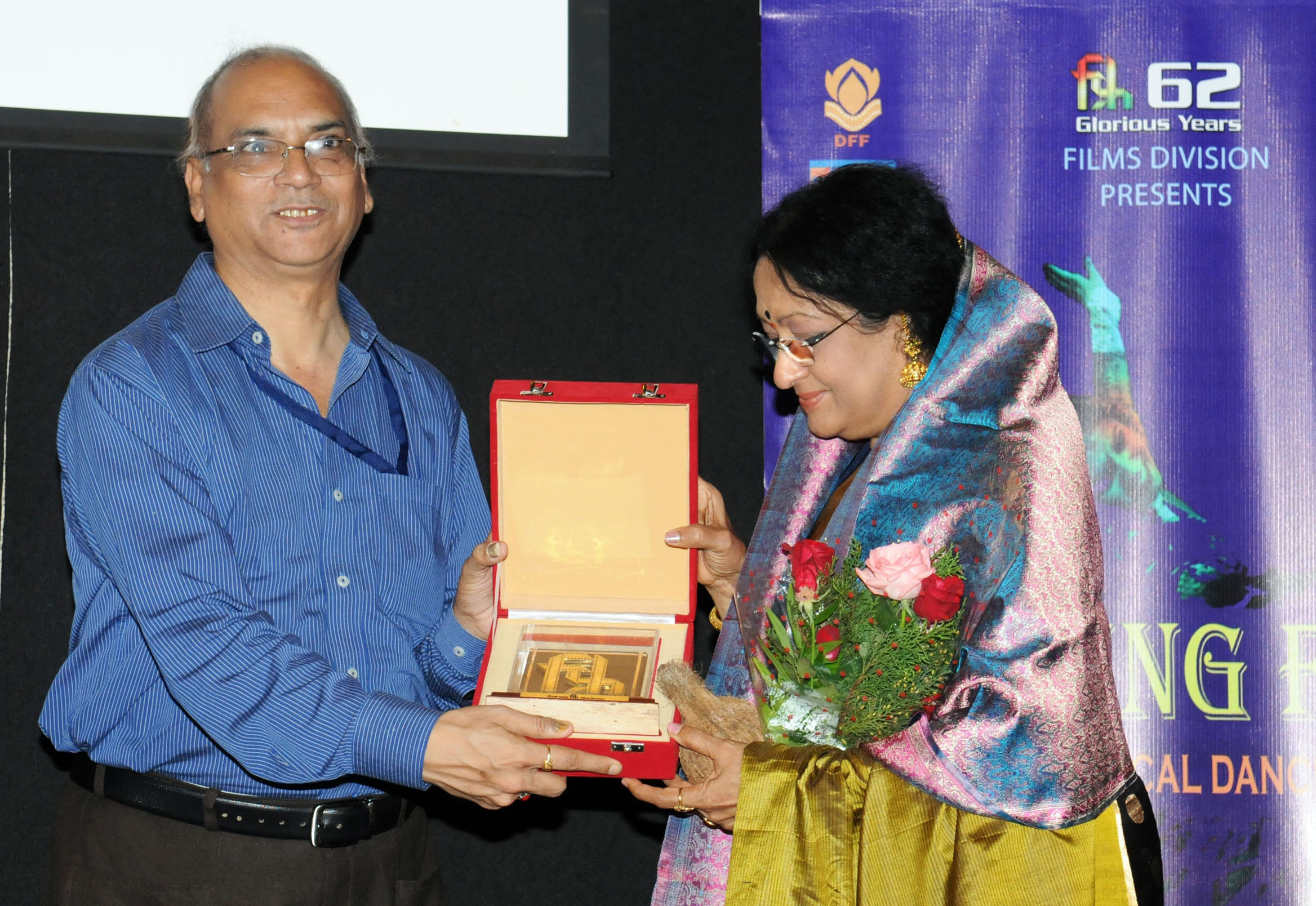
Padma Subrahmanyam viene premiata all'IFFI (2010)

Durante la sua carriera di ballerina, ha ricevuto più di 100 premi, tra i quali il Padma Shri e il Padma Bhushan, tra i più alti riconoscimenti civili dell'India:
- Premio Sangeet Natak Akademi (1983)
- Padma Bhushan (2003);[7]
- Padma Shri (1981);
- Premio Kalaimamani da parte del governo del Tamil Nadu;
- Kalidas Samman del governo federale del Madhya Pradesh;
- Nishagandhi Puraskaram dal governo del Kerala nel 2015;[8]
- Nada Brahmam di Narada Gana Sabha a Chennai;
- Bharata Sastra Rakshamani dal Jagadguru Shankaracharya di Kanchipuram;
- Premio Nehru (1983) dall'Unione Sovietica;
- Premio Fukuoka per la cultura asiatica dal Giappone, per "il suo contributo allo sviluppo e all'armonia in Asia".